# Eukoenenia janetscheki
Eukoenenia janetscheki is een spinnensoort in de taxonomische indeling van de Palpigradi.
Het dier komt uit het geslacht Eukoenenia. Eukoenenia janetscheki werd in 1993 beschreven door Condé.